# Juan Felipe Orozco
Juan Felipe Orozco (Medellín, 13 de juliol de 1978) és un cineasta, productor i guionista colombià.

## Biografia
En 1996 va ingressar a la Facultat de Disseny de la Universitat Pontifícia Bolivariana de Medellín. Productor, director i escriptor de diversos curtmetratges. Els seus treballs sempre han estat destacats per la seva qualitat tècnica i artística. S'ha exercit com a director creatiu en importants empreses de disseny. Ha estat docent, coordinador acadèmic i membre del Comitè de Processos Acadèmics de la Facultat de Disseny de la Universitat Pontifícia Bolivariana.
En 2004, va fundar amb un grup de col·legues Paloalto Films amb els qui va produir la seva opera prima Al final del espectro, protagonitzada per Noelle Schonwald i Julieth Restrepo. Aquest llargmetratge va aconseguir participar en més de 20 festivals al voltant del món i es va convertir en la primera pel·lícula colombiana a ser adquirida per un estudi nord-americà per a refer-se als Estats Units. En 2007, Orozco va dirigir les sèries de thriller Tiempo final i Sin retorno per la companyia FOX. El 2008, amb el seu germà Carlos Esteban i Alejandro Ángel van fundar la companyia Sanantero Films per a la producció del seu segon film anomenat Saluda al diablo de mi parte, un thriller d'acció i suspens protagonitzat pel veneçolà Edgar Ramírez. Entre 2009 i 2011, va ser un dels directors de la sèrie de Sony Pictures Television International, Los caballeros las prefieren brutas, produïda a Colòmbia per Laberinto Producciones; a ser un dels editors del primer llargmetratge d'animació en 3D fet a Colòmbia, Pequeñas voces de Jairo Carrillo i Oscar Andrade.

## Filmografia
- Sin retorno (2012)
- Saluda al diablo de mi parte (2011)[4]
- Los caballeros las prefiere brutas (2010)
- Tiempo final (2008)
- Al final del espectro (2006)[5]